# Mike Crocenzi
Mike Crocenzi (Warren, 16 luglio 1969) è un ex bobbista sammarinese.

## Biografia
Nato nel 1969 a Warren, in Michigan, negli USA, è stato tra i fondatori della nazionale di bob di San Marino.
A 24 anni ha partecipato ai Giochi olimpici di Lillehammer 1994, nella gara di bob a due, come frenatore, insieme a Dino Crescentini, terminando 41º con il tempo di 3'41"25.